# Kwango (provincie)
Kwango is een provincie van de Democratische Republiek Congo. Het gebied ligt in het zuidwesten van DR Congo. Kwango was het zuidelijk deel van de oude provincie Bandundu.
Kwango is zo'n 90.000 vierkante kilometer groot en telde volgens een ruwe schatting uit december 2005 twee miljoen inwoners.
Krachtens de constitutie van 2005 werd de vroegere provincie Bundulu opgesplitst in de oude provincies Kwango, Kwilu en Mai-Ndombe. De geplande datum was februari 2009, een datum die ruim werd overschreden. De provinciale herindeling ging uiteindelijk pas in juni 2015 in.

## Grenzen
De provincie Kwango grenst in het zuiden aan buurland Angola.
Verder grenst ze aan vier andere provincies:
- Centraal-Kongo ten westen
- Kinshasa ten noordwesten
- Kwilu ten noorden
- Kasaï ten oosten.

* = een stadsprovincie